# Торецкая городская община
Торецкая городская общи́на (укр. Торецька міська громада) — территориальная община в Бахмутском районе Донецкой области Украины.
Местное самоуправление в общине отсутствует, так как по соображениям безопасности невозможно провести выборы в городской совет. Община управляется военно-гражданской администрацией.
Административный центр — город Торецк.
Население составляет 75 153 человека. Площадь — 67,8 км².
В общине есть 10 шахт(Пивничная, Пивденная, Центральная, Новая, имени Артёма, Торецкая, Валюга, Фомиха, N10, N12).

## Населённые пункты
В состав общины входит 2 города
- Зализное
- Торецк

7 пгт
- Курдюмовка
- Нелеповка
- Нью-Йорк
- Петровка
- Пивденное
- Пивничное
- Щербиновка

2 села
- Леонидовка
- Юрьевка

и 8 посёлков
- Валентиновка
- Дачное
- Дылеевка
- Дружба
- Крымское
- Озаряновка
- Сухая Балка
- Шумы